# Leonard Kleinrock
Leonard Kleinrock (ur. 13 czerwca 1934 w Nowym Jorku) – amerykański informatyk, który wniósł istotny wkład teoretyczny do rozwoju sieci komputerowych.
W 1957 otrzymał stopień bakałarza w City College of New York, stopień magistra w 1959, a stopień doktorski w 1963 r. w MIT. Następnie został zatrudniony w University of California Los Angeles (UCLA), gdzie w latach 1991–1995 pełnił funkcję przewodniczącego wydziału nauk komputerowych. Jest laureatem wielu zawodowych nagród i wyróżnień.
Najbardziej znana jest jego wczesna praca dotycząca teorii kolejek, która znalazła zastosowania w wielu dziedzinach, w tym jako kluczowa, matematyczna podstawa przełączania pakietów - podstawowej techniki Internetu. Jego pierwszym wkładem na tym polu była praca doktorska z 1962 r., wydana w formie książkowej w 1964 r.; później opublikował szereg dalszych prac z tej dziedziny.
Jego teoretyczna praca dotycząca trasowania hierarchicznego, z końca lat 70., napisana wspólnie z jego studentem Faroukiem Kamounem, ma kluczowe znaczenie w zarządzaniu współczesnym Internetem.
Odegrał też istotną rolę w rozwoju ARPANET; jego laboratorium w Boelter Hall, w UCLA, było jednym z dwóch pierwszych węzłów ARPANETu (obok Stanford Research Institute (SRI), laboratorium Douglasa Engelbarta).

## Publikacje
- Leonard Kleinrock, "Information Flow in Large Communication Nets", Ph.D. Thesis Proposal, Massachusetts Institute of Technology, lipiec 1961
- Leonard Kleinrock, "Information Flow in Large Communication Nets", RLE Quarterly Progress Report, Massachusetts Institute of Technology, lipiec 1961
- Leonard Kleinrock, "Information Flow in Large Communication Nets", RLE Quarterly Progress Report, Massachusetts Institute of Technology, kwiecień 1962
- Leonard Kleinrock, Communication Nets: Stochastic Message Flow and Design (McGraw-Hill, 1964)
- Leonard Kleinrock, Queueing Systems: Volume I - Theory (Wiley Interscience, New York, 1975)
- Leonard Kleinrock, Queueing Systems: Volume II - Computer Applications (Wiley Interscience, New York, 1976)
- Leonard Kleinrock, Farok Kamoun, "Hierarchical Routing for Large Networks, Performance Evaluation and Optimization", Computer Networks, Vol. 1, No. 3, pp. 155–174, styczeń 1977